# Scrappy-Doo
Scrappy-Doo, teljes nevén Scrappy Cornelius (Dappy) Doo, egy kitalált dán dog kölyökkutya. 1979-ben alkotta meg a karaktert a Hanna-Barbera Productions. Szállóigéje a Let Me At 'Em/Hadd kapjam el! lett. Egy másik híres Hanna-Barbera szereplő, Scooby-Doo unokaöccseként tűnt fel először a Scooby-Doo és Scrappy-Doo című rajzfilmsorozatban főszereplőként az ABC csatornán a Szombat Reggeli Rajzfilmek műsorblokkjában. Scrappy számos további Scooby-Doo feldolgozásban szerepelt, mint főszereplő. Scrappy a sorozat breakout karaktere lett (jellegzetes arca) az idők folyamán.
A kölyökkutya magyarul először 2001-ben szólalt meg a TV2 csatornán a Scooby-Doo és Scrappy-Doo című sorozatban.

## Személyiség, megjelenés
Scrappy-Doo eredete vitatható a cselekményben. Eredetileg, ahogy a Scooby-Doo és Scrappy-Doo főcíme tartja, Scrappy vonaton érkezik Scooby bácsikájához, mint egy fiatal kis kölyökkutya. De egy későbbi, 1980-as epizód szerint (7 perces Scooby-Doo és Scrappy-Doo Scrappy születésnapja) Scrappy születésénél Bozont és Scooby is ott voltak. A St. Bernard kórházban született, 1979. december 20-án, anyukája Scooby testvére, Ruby-Doo volt. Scrappy a legtöbb változatban odavan a rejtélyekért, és nagyon szeretne Scooby bácsikájával és a Rejtély Rt.-vel megoldani rejtélyeket (igaz, az eredeti Rejtély Rt. csak az 1979-es sorozatban szerepel Scrappyvel együtt). Nagyon bátor, és erős személyisége van, vakmerő és kissé túlbuzgó is, de mindig felnéz Scooby bácsikájára, akire úgy tekint, mint egy valódi hősre, aki semmitől sem retteg, tévedésére. Scrappy mindig meg akar küzdeni az adott, aktuális szörnnyel vagy szellemmel, amitől Scooby bácsikája általában megmenti. Ebből következik, hogy Scrappy szállóigéje a Hadd kapjam el! Hadd kapjam el! lesz, valamint a "Ta dadada ta daaa! Ölebek előre!". Kis termete ellenére igen erős és nagyszájú.
A Scooby-Doo és a Boo bratyók, a Scooby-Doo és a vámpírok iskolája és a Scooby-Doo és a vonakodó farkasember kiadásokban Scrappy nyugodtabbá, kevésbé ingerültté és ijedősebbé válik, de még mindig ügyesebb lesz Bozontnál és Scoobynál. Mind a három filmben a csapat (Bozont, Scooby, Scrappy (Googie)) agya lesz, aki megfejti a rejtvényeket és elmondja, mit tegyenek. Scrappy eredeti ötlete még 1969-ben, Scooby tervezésekor született, mikor a karaktertervezéskor dönteniük kellett, hogy a főszereplő egy nagy gyáva, vagy kis bátor kutya legyen. Végül az előbbit választották.

## Története és fogadtatása
Scrappy-Doot hozzáadták a Scooby-Doo szereplőgárdájához, azért, hogy megmentsék a műsor nézettségét, ugyanis 1979 körül az ABC egyre több műsort utasított el és fejezett be. Miután az új sorozathoz hozzáadták Scrappyt is a műsor sikere nőni kezdett, erre a reakcióra pedig a Hanna-Barbera felújította a programot. Az eredeti formátum, amely négy kamaszról szólt és a kutyájukról ahogy félórás rejtélyeket oldalak meg szörnyekkel és szellemekkel kapcsolatban, kukába került, és felváltotta egy viccesebb, lazább stílusú sorozat, melynek egy epizódjában három darab 7 perces részt lehetett látni. (ráadásként a szörnyek igaziak voltak, nem pedig gazfickók álruhában)
Scrappy a Scooby-Doo jelképes karakterévé vált az 1980-as évek végéig, jelképes a sorozat történetében és a Scooby-témájú áruk gyártásában is. Egyedüli Scooby-Doo sztárja volt a saját 7 perces rövidfilmjeinek a Scrappy és Yabba Doonak, aminek a részei egy vadnyugaton lévő kis faluban játszódtak. Később, Scrappy-Doo állandósulását a show mélypontjaiként emlegették a kritikusok, egyfajta negatívumként a műsor történetében. Scrappy-Doo a közönség, de főleg a kritikusok szemében az idegesítő szereplők példájává vált. A nézői véleményekhez igazodva Scrappy-Doo nem jelent meg többet Scooby-spin-offokban, a Scooby-Doo és a vonakodó farkasember című televíziós film óta 1988-ból, három kivétellel:
- A Scooby-Doo – A nagy csapatban (2002) Scrappy negatív, sötét szereplővé vált, mint az aktuális ellenség, az elkövető, aki álruhában próbálta meg elpusztítani a Rejtély Rt.-t, mivel egyszer kitették onnan, mert szemtelenségből levizelte Diánát a film szerint. Később elfogták, majd börtönbe zárták, miután Scrappy közölte, hogy utálja a Rejtély Rt.-t, de főleg Scooby bácsikáját.
- A Scooby-Doo és a Koboldkirály (2008) egyik jelenetében a Csodajárgány megvadult változata, a karakter népszerűtlenségét ironizálva belehajtott a vidámparkban egy standba, melyen Scrappy-kinézetű plüssjátékok sorakoztak. Ez volt Scrappy egyetlen megjelenése a DVD-filmekben.
- A Scooby-Doo: Rejtélyek nyomában (2010), a Szirén éneke című epizódban, Fred és Diána elmennek Scrappy szobra mellett a Crystal Cove Szellemmúzeumban, ahol a leleplezett gazfickók bábuit állították ki. Diána azt mondja, milyen régen nem látta ezt, mire Fred elfordítja Diánát a szobortól és azt mondja, megígérték, hogy nem beszélnek róla többet újra a szereplő népszerűtlenségére utalva ezzel. Az epizódban Film Flam szobra is megjelenik.

## Szerepei

### Főszerepei

#### Sorozatok
- Scooby-Doo és Scrappy-Doo (25 perces változat) (1979–1980)
- Scooby-Doo és Scrappy-Doo (7 perces változat) (1980–1983)
- Az új Scooby-Doo és Scrappy-Doo-show (1983–1984)
- Scooby-Doo és a 13 szellem (1985)

#### Telefilmek
- Scooby-Doo és a Boo bratyók (1987)
- Scooby-Doo és a vámpírok iskolája (1988)
- Scooby-Doo és a vonakodó farkasember (1988)

#### Filmek
- Scooby-Doo – A nagy csapat (2002)

### Megjelenései

#### Sorozatok
- Scooby-Doo: Rejtélyek nyomában (2010)

#### Filmek
- Scooby-Doo és a Koboldkirály (2008)

#### PC-játékok
- Scooby-Doo! Rejtélyes kalandok - Harmadik akta - Leszámolás Szellemvárosban
- Scooby-Doo! Rejtélyes kalandok - Negyedik akta - A lovag szelleme
- Scooby-Doo! Rejtélyes kalandok - Ötödik akta - Szfinx csíny

## Szinkronhangjai

### Eredeti szinkronhangok
- Lennie Weinrib (Scooby-Doo és Scrappy-Doo, 1979–1980)
- Don Messick (1980–1988)
- Scott Innes (Scooby-Doo! Rejtélyes kalandok (PC-játékok), 2000 / Scooby-Doo – A nagy csapat, 2002 / Harvey Birdman, Attorney at Law, 2002)
- J.P. Manoux (Scrappy-Rex, Scooby-Doo – A nagy csapat, 2002)

### Magyar szinkronhangok
- Bolba Tamás (90-es évek elején a Zoom szinkronos változatokban)
- Szokol Péter (90-es évek elején, Az új Scooby-Doo és Scrappy-Doo-showban)
- Minárovits Péter (2001–2002)
- Faragó András (Scrappy-Rex, Scooby-Doo – A nagy csapat, 2002)
- Szalay Csongor (Scooby-Doo! Rejtélyes kalandok (PC-játékok))
- Pálmai Szabolcs (2012-ben, a Scooby-Doo és Scrappy-Doo 25 és 7 perces rajzfilmsorozatok 2. szinkronjában)